# Hamid Ismailov
Hamid Ismailov (en ruso: Хамид Исмайлов; en uzbeko: Hamid Ismoilov / Ҳамид Исмоилов o Абдулҳамид Исмоил) (Tokmak, Kirguistán; 5 de mayo de 1954) es un periodista y escritor uzbeko. Fue forzado a abandonar Uzbekistán en 1992 y exiliarse en el Reino Unido, donde comenzó a trabajar para el Servicio Mundial de la BBC. Dejó la BBC el 30 de abril de 2019, luego de 25 años de servicio. Sus obras están prohibidas en Uzbekistán.

## Vida y carrera
Ismailov se graduó de la Escuela Militar en la carrera de comunicación, y más tarde estudiaría en varios departamentos de la Universidad de Taskent: biología, derecho, y administración.
Ha publicado decenas de libros en uzbeko, ruso, francés, alemán, turco, entre otros. Publicó los libros de poesía Сад ("Jardín") en 1987 y Пустыня ("Desierto") en 1988; los libros de poesía visual Post Faustum de 1990 y Книга Отсутстви ("Libro del ausente") de 1992; y las novelas Собрание Утончённых ("Colección de lo refinado") de 1988, Le vagabond flamboyant ("El vagabundo extravagante") de 1993, Hay-ibn-Yakzan, de 2001, Hostage to Celestial Turks ("Rehén de los turcos celestiales") de 2003, Дорога к смерти больше чем смерть ("El camino a la muerte es más grande que la muerte") de 2005, y muchas más. También ha traducido varios clásicos rusos y occidentales al uzbeko, así como varios clásicos persas y uzbekos al ruso y algunos idiomas occidentales.
A finales de la década de los ochenta, creó un grupo literario ficticio llamado "Conferencia de Refinados", consistente de poetas, filósofos, críticos literarios, escritores y traductores heterónimos, aclamados y exitosamente publicados.
A principios de la década de los noventa, Ismailov colaboró con el compositor francés Michel Karsky para crear varios ejemplos de poesía sonora o musical, como Babylon éclatée o Hourglass/Le pas dernier.
Su novela El ferrocarril (en ruso: Железная дорога), originalmente escrita antes de abandonar Uzbekistán, fue la primera de sus obras en ser traducida al inglés. Dicha traducción estuvo a cargo de Robert Chandler y fue publicada en 2006.  Antes, en 1997, se había publicado en Moscú una traducción al ruso de la misma novela, pero bajo el seudónimo Altaer Magdi (en ruso: Алтаэр Магди). Más tarde se traduciría otra de sus novelas, Un poeta y Bin-Laden (traducción al inglés del título ruso original, "Дорога к смерти больше чем смерть"). Esta traducción estuvo a cargo de Andrew Bromfield y fue publicada en septiembre de 2012. Su tríptico de novelas, compuesto por "Мбобо" (en inglés The Underground), Googling for soul ("Googleando el alma"), y Two Lost to Life ("Dos perdidos a la vida") también ha sido traducido al inglés. Asimismo, su libro "Вундеркинд Ержан" (traducido al inglés por Andrew Bromfield bajo el título "The Dead Lake", "El lago muerto" en español) fue publicado por Peirene Press a principios del 2014. Su novela "The Devil's Dance" (en español, "El baile del diablo") fue publicada en inglés por Tilted Axis Press en 2018, y ganó el Premio Literario EBRD en 2019.
El 30 de abril de 2010, la BBC anunció la designación de Ismailov como Escritor en Residencia para el Servicio Mundial de la BBC, por dos años. El blog se lanzó el 10 de mayo de 2010. El 31 de diciembre de 2014, Ismailov anunció a través de sus cuentas de Facebook y Twitter que dejaría dicho puesto, luego de cuatro años y medio.
En junio de 2012, Ismailov representó a Uzbekistán en el Poetry Parnassus en Londres.

## Exilio y prohibición
Hamid Ismailov huyó de Uzbekistán en 1994, luego de que el régimen de Islom Karimov comenzara a investigarlo criminalmente. Las autoridades afirmaron que Ismailov estaba tratando de derrocar al gobierno. El escritor y periodista recibió amenazas en contra de su familia, así como ataques en su casa. Sus obras continúan prohibidas en Uzbekistán. Desde el exilio, ha criticado el gobierno de su país, así como su paupérrimo historial de derechos humanos y censura.

## Obras

### Poesía
- Сад (Jardín) (1987)
- Пустыня (Desierto ) (1988)
- Post Faustum (1990)
- Книга Отсутстви (1992)

### Novelas
- Собрание Утончённых (1988)
- Le vagabond flamboyant (El vagabundo extravagante) (1993)
- Hay-ibn-Yakzan (De extraños y abejas) (2001)
- Rehén de los turcos celestiales (2003)
- Дорога к смерти больше чем смерть (El camino a la muerte es más grande que la muerte, traducido como El poeta y Bin-Laden) (2005)
- El ferrocarril (en ruso: Железная дорога) (2006)
- Мбобо (The Underground) (2013)
- Googling for Soul (Googleando el alma)
- Two Lost to Life (Dos perdidos a la vida)
- Вундеркинд Ержан (El lago muerto) (2014) traducida al español como La historia del prodigioso Yerzhán (Barcelona, Acantilado, 2018)
- Jinlar basmi yoxud katta o'yin (El baile del diablo) (2016)
- Gaia, reina de las hormigas (2020)